# کرق خاص
کرق خاص (انگلیسی: Gerak Khas) یگان نیروهای ویژه و ضدتروریسم زیرمجموعه ارتش مالزی است، که در سال ۱۹۶۵ تأسیس شد.